# 윤난중
윤난중(본명: 윤지희)은 대한민국의 드라마 작가이다. 2010년 《KBS 드라마 스페셜 - 위대한 계춘빈》으로 데뷔했다.

## 표절 논란

### 달팽이 고시원 vs 와세다 1.5평 청춘기
드라마는 잔소리꾼 아저씨가 공용 화장실 하수구를 막히게 하는 머리카락의 주인을 잘못 짚는 이야기로 시작한다. 이 에피소드는 ‘와세다 1.5평 청춘기’에 그대로 등장한다. 또 학교를 바라보는 것만으로 출석을 대신한다는 휴학생의 대사도 소설 속에서 발견된다. 
드라마가 방영된 후 인터넷에서 소설과의 유사성이 거론되자마자, KBS 드라마본부의 함영훈 PD는 “기본적으로는 수년간 고시원 생활을 해온 친구를 두고 있는 작가의 개인적 경험에서 비롯된 것”이라면서도 “작가가 와세다 1.5평 청춘기를 재미있게 읽고 문제로 지적된 대사를 메모해 놓았다가 이 드라마에서 휴학생의 대사로 차용했다”고 밝혔다.

### 위대한 계춘빈 vs 공중그네
이 작품은 작가의 상상력이 우연히 일치해 표절 의혹을 받은 경우다. 드라마에서 주인공이 의사고, 그의 병원은 월세도 못내는 척박한 사무소라는 점, 괴짜 환자들이 나오는 점, 간판의 글씨를 교묘하게 바꾸는 에피소드 등이 일본 소설 ‘공중그네’와 비슷하다는 것이다. 또한 여러 도화지를 이어 붙여서 하트를 만드는 점은 일본 공익 광고와 유사하다. 하지만 제작진은 “이는 단순히 작가적 상상력의 우연한 일치에 지나지 않는다”고 해명했다.

### 그 외
이외 최신작인 《이번생은 처음이라》도 일본 드라마 니게하지와 유사한 장면과 컨셉으로 표절로 논란이 있다.

## 주요 작품
| 연도 | 제목                                | 방송사 | 유형 | 연출           | 비고 |
| ---- | ----------------------------------- | ------ | ---- | -------------- | ---- |
| 2010 | KBS 드라마 스페셜 - 위대한 계춘빈   | KBS2   | 단막 | 이응복         |      |
| 2010 | KBS 드라마 스페셜 - 마지막 후뢰시맨 | KBS2   | 단막 | 김진원         |      |
| 2010 | KBS 드라마 스페셜 - 달팽이 고시원   | KBS2   | 단막 | 김진원         |      |
| 2011 | 꽃미남 라면가게                     | tvN    | 월화 | 정정화         |      |
| 2013 | 직장의 신                           | KBS2   | 월화 | 전창근,노상훈  |      |
| 2015 | 호구의 사랑                         | tvN    | 월화 | 표민수,박찬율  |      |
| 2017 | 이번 생은 처음이라                  | tvN    | 월화 | 박준화, 남성우 |      |